# Butch Queen
Butch Queen är det tionde studioalbumet från drugan och sångaren RuPaul. Det släpptes 4 mars 2016, bara tre dagar före säsongspremiären av RuPauls dragraces åttonde säsong. Albumet innehåller artistsamarbeten med bland andra Ellis Miah, Ts Madison och Taylor Dayne.

## Bakgrund
Låten "U Wear It Well" användes före skivsläppet i promo-kampanjen för åttonde säsongen av RuPauls dragrace under februari 2016, som lanserades under NewNowNext Awards på Logo TV. Den 17 februari 2016, publicerade RuPaul ett tweet där hen skrev "GAGGING on duet w/@taylor_dayne from my NEW album "Butch Queen" coming March 7, 2016!", och bekräftade därmed att nytt album var på väg. Detta är hens tredje album som släpps i anslutning till en säsongspremiärerna av RuPauls dragrace, efter Born Naked (2014) och Realness (2015).

## Spårlista
Alla låtar är skrivna och komponerade av RuPaul. 
| Nr  | Titel                                                   | Kompositör | Producent(er) | Längd |
| --- | ------------------------------------------------------- | ---------- | ------------- | ----- |
| 1.  | Cha Cha Bitch (med AB Soto)                             |            |               | 3:33  |
| 2.  | U Wear It Well                                          |            |               | 2:58  |
| 3.  | Category Is... (med Vjuan Allure)                       |            |               | 3:52  |
| 4.  | Legends (med Margo Thunder och Ellis Miah)              |            |               | 3:32  |
| 5.  | Feel Like a Woman (med Vjuan Allure)                    |            |               | 3:46  |
| 6.  | Drop (med Ts Madison och Ellis Miah)                    |            |               | 3:00  |
| 7.  | Drag Queen Honey (med Vjuan Allure)                     |            |               | 4:18  |
| 8.  | Be Someone (med Taylor Dayne)                           |            |               | 3:40  |
| 9.  | How I Wanna Hold U (med Sharlotte Gibson och Matt Moss) |            |               | 3:07  |
| 10. | High Fashion Labels (med Vjuan Allure)                  |            |               | 3:47  |
| 11. | Sister Brother (med Margo Thunder)                      |            |               | 4:46  |
| 12. | Nothing Nice (med Vjuan Allure)                         |            |               | 3:16  |

## Utgivning
| Region       | Datum       | Skivbolag | Format              |
| ------------ | ----------- | --------- | ------------------- |
| Hela världen | 4 mars 2016 | RuCo Inc. | Digital nedladdning |